# ألان مكلولين
ألان مكلولين (بالإنجليزية: Alan McLoughlin)‏ (مواليد 20 أبريل 1967) هو لاعب كرة قدم. يلعب مع منتخب جمهورية أيرلندا لكرة القدم. سبق له أن لعب في كأس العالم لكرة القدم مع منتخب بلاده.

## مسيرته الكروية
لعب ألان مكلولين خلال مسيرته الاحترافية مع 8 أندية في أربعة وعشرون موسمًا وسجل خلالها 80 هدف ضمن 515 مباراة. ولم يفز بأي موسم بالكأس أو بالدوري.
خاض ألان مكلولين مسيرته مع نادي مانشستر يونايتد في موسم 1985–86 لمدة موسم واحد، لم يشارك في أي مباراة ولم يسجل أي هدف. ثم انتقل إلى نادي توركي يونايتد في موسم 1986–87 ولمدة موسمين، حيث شارك في 24 مباراة سجل خلالها 4 أهداف. لينتقل بعدها إلى نادي سويندون تاون في موسم 1987–88 ليلعب معه أربعة مواسم، مشاركًا في 106 مباراة سجل خلالها 19 هدفًا. ثم انتقل إلى نادي ساوثهامبتون في موسم 1990–91 ولمدة موسمين، مشاركًا في 24 مباراة سجل خلالها هدفًا واحدًا. هذا وانتقل لاحقًا إلى نادي بورتسموث في موسم 1991–92 ليلعب معه تسعة مواسم، مشاركًا في 309 مباراة سجل خلالها 54 هدفًا. ثم انتقل بعدها إلى نادي ويغان أتلتيك في موسم 1999–00 واستمر معه طيلة ثلاثة مواسم، مشاركًا في 22 مباراة سجل خلالها هدفًا واحدًا. ليعود وينتقل من جديد، لكن هذه المرة إلى نادي روتشديل في موسم 2001–02 لمدة موسم واحد، مشاركًا في 18 مباراة سجل خلالها هدفًا واحدًا أيضًا. لينتقل بعدها إلى نادي فوريست غرين في موسم 2002–03 لمدة موسم واحد، مشاركًا في 12 مباراة ولم يسجل أي هدف.

## روابط خارجية
- ألان مكلولين على موقع الاتحاد الدولي (مؤرشف)  (الإنجليزية)
- ألان مكلولين على موقع قاعدة بيانات كرة القدم.إي يو (الإنجليزية)
- ألان مكلولين على موقع ناشيونال فوتبول تيمز (الإنجليزية)
- ألان مكلولين على موقع Soccerbase.com (لاعب) (الإنجليزية)
- ألان مكلولين على موقع عالم كرة القدم.نت (الإنجليزية)